# 三島町営バス
三島町営バス（みしまちょうえいバス）は、福島県大沼郡三島町が運行している乗合バスである。

## 沿革

### 1970年代〜1980年代
民営の路線バスが存在しない町における生活交通の確保を目的に、佐藤長雄町長（当時）の発案により1976年（昭和51年）に町営バスが運行開始。特筆されるのは費用負担方式で、世帯全員がバスに乗れる1,000〜2,800円の定期券を、特殊世帯を除く集落全世帯に購入してもらう方式であった。会津宮下駅を起点とし、全集落を結ぶ3路線（間方線、大石田西方線、滝谷早戸線）が各1日4往復運行された。他にスクールバス等は無いため、幼稚園や小中学校、高校の通園・通学でも利用されていた。バスの車両購入には国や県の補助を得ていたが、それ以外の運行経費のうち約3分の1を町から支出し、残りを定期券や普通乗車券等の利用者負担で賄っていた。道路運送法101条（当時）に基づく自家用自動車（白ナンバー車）による運行で、運転手は町の正職員であった。勤務時間緩和のため、運転手は始発地の集落から雇用されていた。
なお、隣接する柳津町の西山地区でも、沿線全員に定期券を買ってもらう「全戸負担方式」で町営バスが運行されていた。

### 2000年代以降
- 2008年度から、子育て支援事業の一環として、保育所児・小学生・中学生・高校生の通所・通学利用は1ヶ月600円で利用できる補助券を交付。
- 日曜・祝日は運休。
- 運行形態は、自家用自動車（白ナンバー車）による有償運送である。

2009年4月1日時点では、以下4路線がある
間方線
- 会津宮下駅前 - 役場前 - 桑原 - 大谷（本村） - 間方

大石田・西方線
- 会津宮下駅前 - 役場前 - 川井集会所前 - 西方（ふるさとセンター前） - 名入（西方駅） - 大石田

滝谷線
- 会津宮下駅前 - 役場前 - 川井 - 桧原 - 滝谷（滝谷建設車庫前）

早戸線
- 役場前 - 会津宮下駅前 - 小山 - 滝原 - 早戸温泉

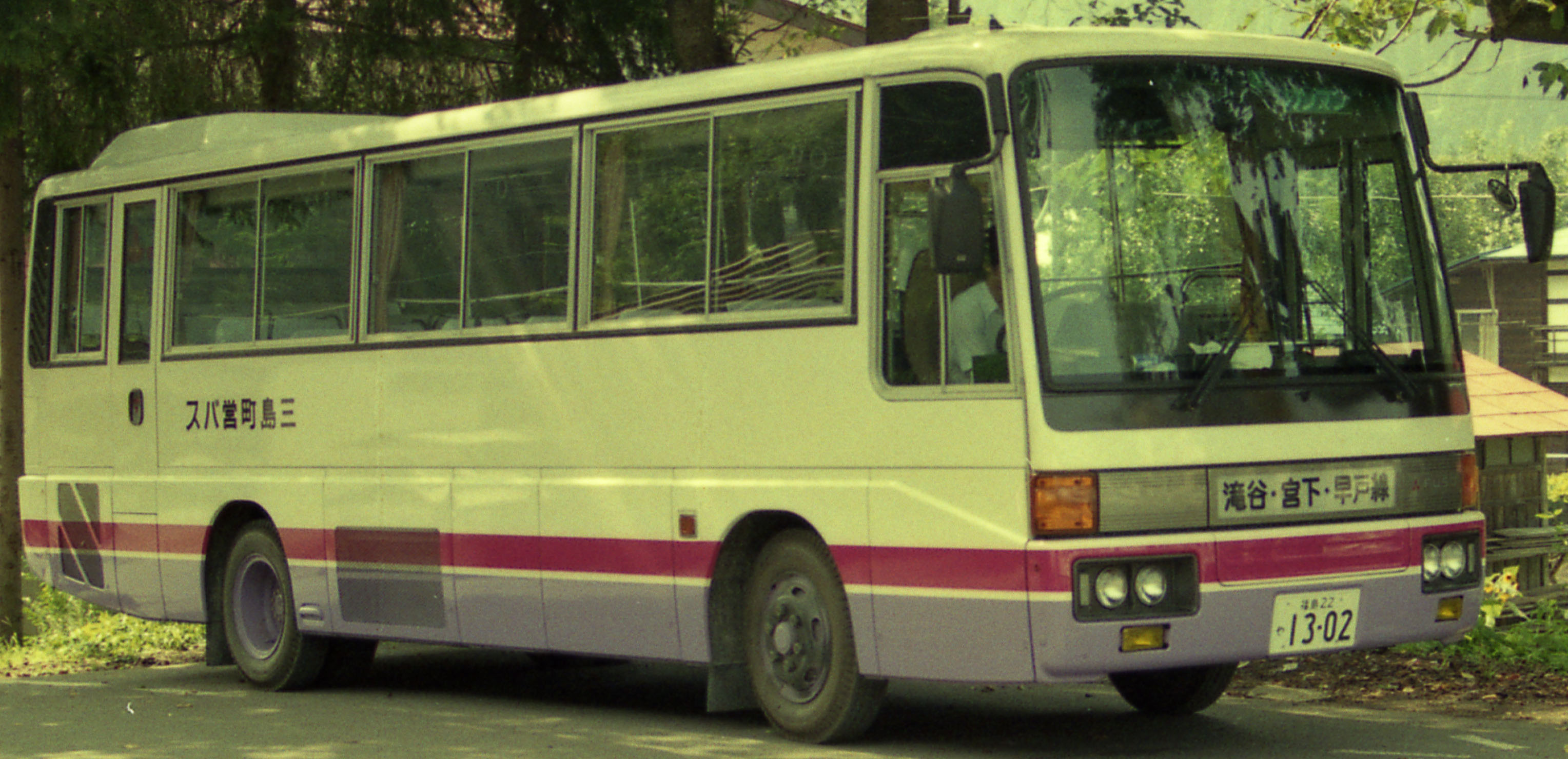
1992年当時の車両1
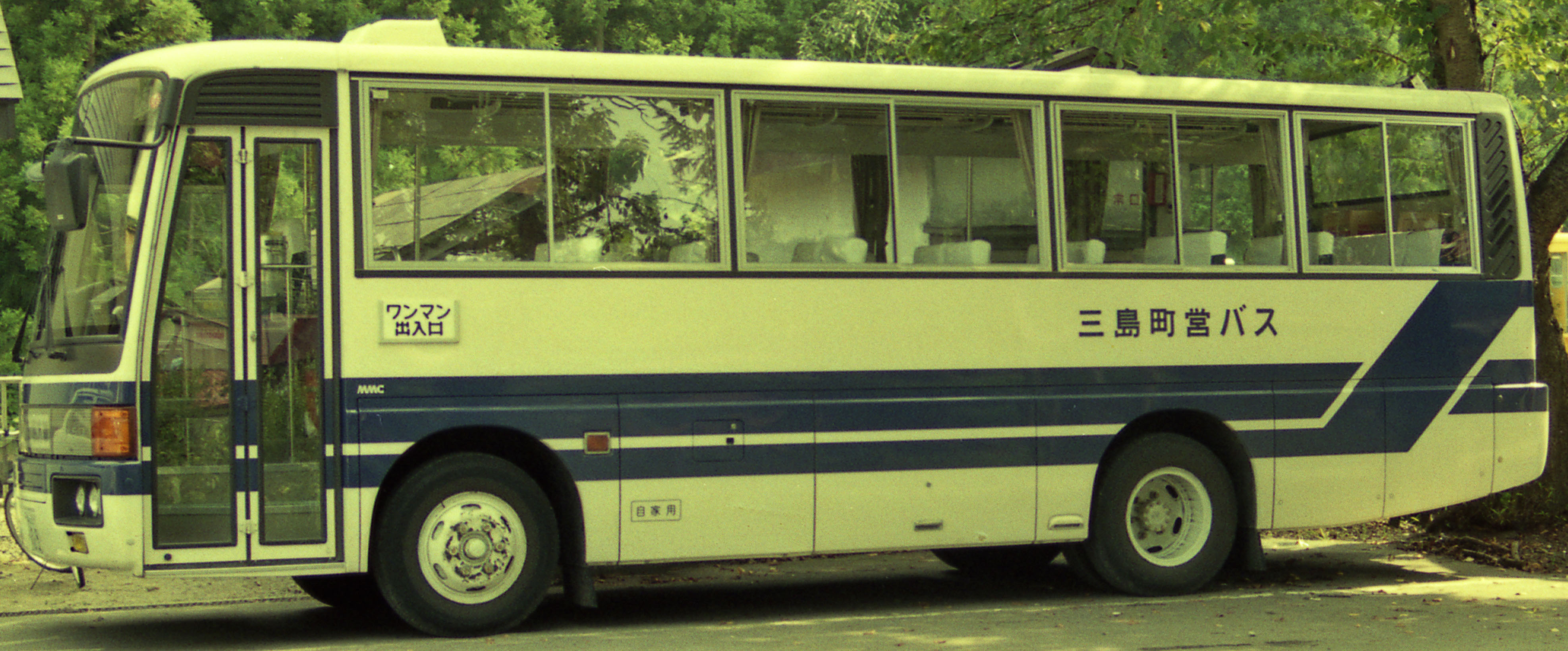
1992年当時の車両2
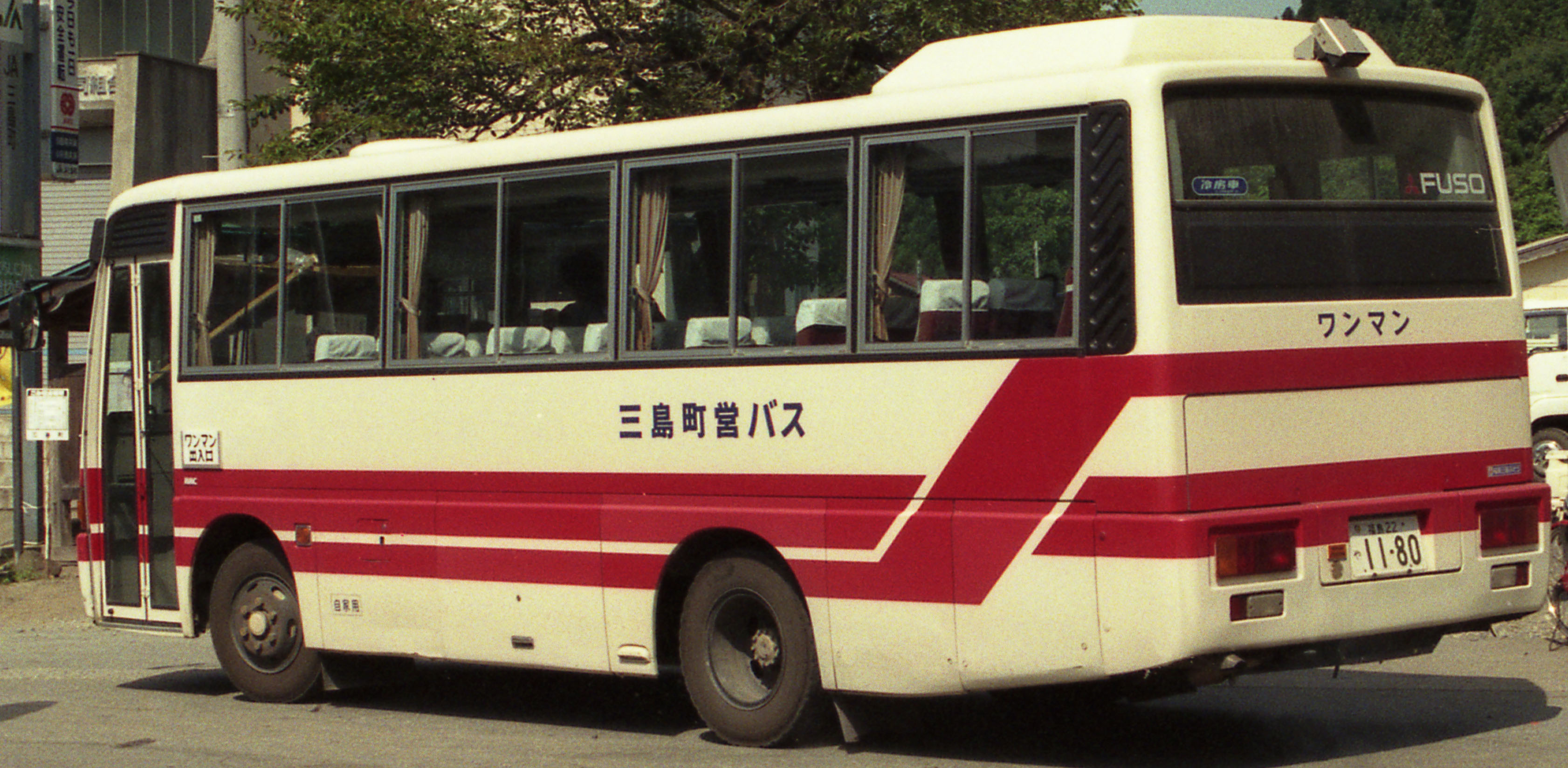
1996年当時の車両